# 东方铃蟾
东方铃蟾（学名：Bombina orientalis）为盘舌蟾科铃蟾属的两栖动物，俗名臭蛤蟆、红肚皮蛤蟆。其种加词“orientalis”意为“东方的”。

## 特征
体型微小玲珑，体长约4.5厘米。背面灰棕色或绿色，具有黑色斑点和大小不等的刺疣，腹部和四肢腹面橘红色，有黑色斑点，但是体色可能同环境色泽一起加深到棕色甚至黑色。
舌呈盘状，周围与口腔粘膜相连；皮肤粗糙；趾间有蹼；雄性无声囊。

## 分布
分布于韩国、中国和俄罗斯交界地区。在中国大陆，河北、黑龙江、辽宁、吉林、内蒙、安徽、山东等地，一般栖息于小山溪石下和草丛中。该物种的模式产地在山东烟台。

## 保护
本种于2023年被收录入《有重要生态、科学、社会价值的陆生野生动物名录》。